# Goodbye to Romance: Standards for a New Generation
Goodbye to Romance:Standard for a New Generation è il primo album in studio del gruppo musicale fusion statunitense Alex Skolnick Trio. 
L'album, che prende il titolo dall'omonimo brano di Ozzy Osbourne, è composto da cover di band quali Aerosmith, Scorpions e Kiss,

## Tracce
1. Detroit Rock City – 4:13
2. Dream On – 5:23
3. No One Like You – 7:37
4. Goodbye to Romance – 7:18
5. Still Loving You – 8:25
6. Skol Blues – 7:47
7. Pinball Wizard – 4:21
8. War Pigs – 10:33

## Formazione
- Alex Skolnick – chitarra, voce addizionale
- Nathan Peck – basso
- John Davis – batteria